# Equipo Pingüino
El equipo Pingüino es una organización ficticia formada en el segundo episodio de la cuarta temporada de The Batman. El equipo está conformado por El Pingüino (líder) y los también villanos de Batman: Killer Croc, Muñeco, Luciérnaga y Killer Moth.

## Historia
Luego de que el Pingüino este cansado de ser derrotado por Batman y sus aliados (Robin y Batichica), decide formar un equipo, convocando a varios villanos de Ciudad Gótica. A su llamado, se presentan los criminales Killer Croc, Muñeco, Luciérnaga y un misterioso nuevo ladrón que se hace llamar Killer Moth y a quién Pingüino aprovecha para tomar de sirviente. Batman descubre la organización cuando el villano Bane recibe la invitación de Pingüino y Batman y su equipo lo sorprenden. Es cuándo el equipo se alerta y deciden robar algunos tóxicos de una industria que Pingüino odiaba. Es ahí cuando Killer Moth queda mezclado con uno de los químicos y el equipo lo da por muerto. Sin embargo, Killer Moth sufre una mutación, transformándose en una polilla gigante. Sin embargo, todavía es fácil de "mangonear" por el demás equipo. Batman, Robin y Batichica derrotan al equipo luego de un enfrentamiento y todos son internados en el Asilo Arkham.